# 옥션하우스
《옥션하우스》(Auction House)는 MBC에서 2007년 9월 30일부터 2007년 12월 23일까지 방송된 시즌드라마이다.
이 드라마는 미술과 경매에 관련된 드라마로, 많은 드라마가 남녀간의 사랑을 기본 소재로 잡은 것에 비해 미술과 경매를 소재 삼아 신선하다는 평을 받았다. 기획 초기부터 대한민국 최초의 시즌제 드라마를 표방하였다. 후속 방송 작품은 《비포 앤 애프터 성형외과》이며, 이외에 반응이 좋은 작품 몇 편을 골라서 시즌2를 제작할 것이라고 밝혔으나, 2008년 5월 《라이프 특별조사팀》을 끝으로 시즌드라마를 전면 폐지하였다.
한편, 김혜리(민서린 역)는 2006년 5월 초 종영된 같은 채널 《신돈》이후 해당 작품을 통해 안방극장에 돌아왔고 그 동안 보여 준 여성적인 이미지를 탈피하기 위해 머리를 자르기도 했다.

## 줄거리
옥션하우스에서는 과거사 미청산 문제를 거론하였다. 실제로 드라마를 보다보면, 일본 유학시절에 유학생 친구들과 같이 만든 문학잡지에서 일본제국의 군국주의에 찬성하는 시를 발표한 원로 국회의원과 그의 아들들이 겪는 이야기가 나온다. 결국 아버지의 보좌관으로 일하는 큰 아들은 아버지의 죄를 감추기 위해 문학잡지를 경매로 사들이고, 작은 아들은 대학원에서의 정치외교학 공부를 마치면 아버지의 덕으로 출세할 수 있는데도 가게점원으로 취직하여 자기 힘으로 살아간다. 아버지는 자신을 슈퍼맨 같은 정의로운 사람으로 알고 있던 작은 아들의 마음속의 상처를 헤아리며 자신의 부끄러운 과거를 후회한다.

## 등장 인물

### 주요 인물
- 윤소이 : 차연수 역 - 윌옥션의 신입사원
- 정찬 : 오윤재 역 - 미학과 출신 이론가, 연수의 직속 상사. 냉소적이며 자존심이 강함.
- 김혜리 : 민서린 역 - 윌옥션 대표 경매사 겸 대표이사. 침착하게 직원들을 지도함.
- 이유정 : 정나경 역 - 보석과 엔티크 스페셜리스트, 연수의 1년차 선배
- 정성운 : 나도영 역 - 고미술과 와인 스페셜리스트

### 주변 인물
- 최종원 : 허명환 역 - 국내 최고 복원 전문가, 보존 과학과 교수
- 윤주상 : 손철만 역 - 국내 최대 컬렉터, 베일에 싸인 인물
- 박승태 : 노경자 역 - 서울 갤러리 대표, 화랑계 큰손
- 옥지영 : 유민영 역 - 문화부 기자

### Lot별 인물
- 임주환 : 지운 역
- 김사희 : 정소영 역

### 그 외 인물
- 조선옥 : 나도영의 친구 역
- 김영필
- 전성환

## 시청률
최저 시청률과 최고 시청률은 시청률 조사회사와 지역별로 시청률에 차이가 있을 수 있습니다.
| 2007년 | 2007년    | 2007년                          | 2007년         | 2007년         | 2007년         | 2007년 |
| 회차   | 방송일    | 부제                            | TNmS 시청률    | AGB 시청률     | 극본           | 연출   |
| 회차   | 방송일    | 부제                            | 대한민국(전국) | 대한민국(전국) | 극본           | 연출   |
| ------ | --------- | ------------------------------- | -------------- | -------------- | -------------- | ------ |
| 제1회  | 9월 30일  | Lot 1. 경매장 가는 길           | 6.6%           | 5.7%           | 권기경, 김남경 | 김대진 |
| 제2회  | 10월 7일  | Lot 2. 사라진 낙원              | 7.8%           | 7.2%           | 김남경         | 손형석 |
| 제3회  | 10월 14일 | Lot 3. 해바라기                 |                | 6.4%           | 권기경         | 이정효 |
| 제4회  | 10월 21일 | Lot 4. 비밀과 거짓말            |                | 5.7%           | 김미현         | 강대선 |
| 제5회  | 10월 28일 | Lot 5. 올랭피아                 | 4.4%           |                | 진헌수, 김남경 | 김대진 |
| 제6회  | 11월 4일  | Lot 6. 김중배의 다이아반지      | 4.7%           |                | 진헌수         | 손형석 |
| 제7회  | 11월 11일 | Lot 7. 금동불상의 미소          |                |                | 권기경         | 이정효 |
| 제8회  | 11월 18일 | Lot 8. 돌이킬 수 없는...        | 6.0%           |                | 김미현         | 강대선 |
| 제9회  | 11월 25일 | Lot 9. 언더비터의 가을          |                |                | 김남경         | 김대진 |
| 제10회 | 12월 9일  | Lot 10. 열 한번째 그림          |                |                | 진헌수         | 손형석 |
| 제11회 | 12월 16일 | Lot 11. 우리가 지키고 싶은 것들 | 3.7%           |                | 김미현         | 이정효 |
| 제12회 | 12월 23일 | Lot 12. 간절히 원하면...        |                | 5.5%           | 김남경         | 강대선 |

## 결방
- 2007년 12월 2일은 올림픽 야구 예선 관계로 결방하였다.

## 드라마 속 그림 협찬
- 《옥션하우스》에 나오는 그림들은 3회까지는 MBC 미술팀에서 제작한 미술품이었다.
- 그러나 4회부터는 포털아트라는 인터넷 미술품 경매 사이트에서 극중 그림을 지원하면서 유명 화가들의 작품을 볼 수 있게 되었다.
  - 포털아트는 위작 논란에 대해 위작은 그림이 유통되는 과정에서 미리 막음으로써 드라마에서는 진짜 화가들의 작품이 나올 것이라고 밝혔다.[13]

## 용어 설명
- Lot : 드라마의 ‘-회’, ‘-부’ 등에 해당하며, 이 드라마에서는 '제1회' 대신 'Lot. 1'으로 표기하고 있다. Lot은 '많다'라는 의미로 많이 쓰이지만, 경매 용어에서는 '한 무더기', '한 품목', '한 짝'으로 쓰이는 단어이다.

## OST
《옥션하우스》 OST의 타이틀은 〈Be the Specialist〉이다. 대한민국에서의 배급은 노란잠수함에서 맡았으며, 2007년 10월 26일 발매가 되었다. 수록곡 중 〈Bon Voyage〉의 경우는 1개의 원본과 2개의 변형판이 수록되었다.
《Be the Specialist》
1. Restart
2. I can fly
3. Happy2 Smile
4. Auction House (Main Title)
5. Bon Voyage (Main Theme)
6. Bon Voyage (Slow Ver.)
7. Run＆Run
8. Bon Voyage (Comic Ver.)
9. Suspense
10. The Chase
11. Wonder